# Otorowo (gmina)
Otorowo – dawna gmina wiejska w latach 1934–1954 w woj. poznańskim (dzisiejsze woj. wielkopolskie). Siedzibą władz gminy było Otorowo.
Gmina zbiorowa Otorowo została utworzona 1 sierpnia 1934 roku w powiecie szamotulskim w woj. poznańskim z dotychczasowych jednostkowych gmin wiejskich: Czyściec, Dęborzyce, Koźle, Krzeszkowice, Lipnica, Lubosina, Otorowo i Zajączkowo (oraz z obszarów dworskich położonych na tych terenach lecz nie wchodzących w skład gmin). 
Po wojnie gmina zachowała przynależność administracyjną. Według stanu z dnia 1 lipca 1952 roku gmina składała się z 8 gromad: Buszewo, Koźle, Krzeszkowice, Lipnica, Lubosina, Otorowo, Wierzchaczewo i Zajączkowo. Gmina została zniesiona 29 września 1954 roku wraz z reformą wprowadzającą gromady w miejsce gmin.
Jednostki nie przywrócono 1 stycznia 1973 roku po reaktywowaniu gmin.